# فرزند دختر

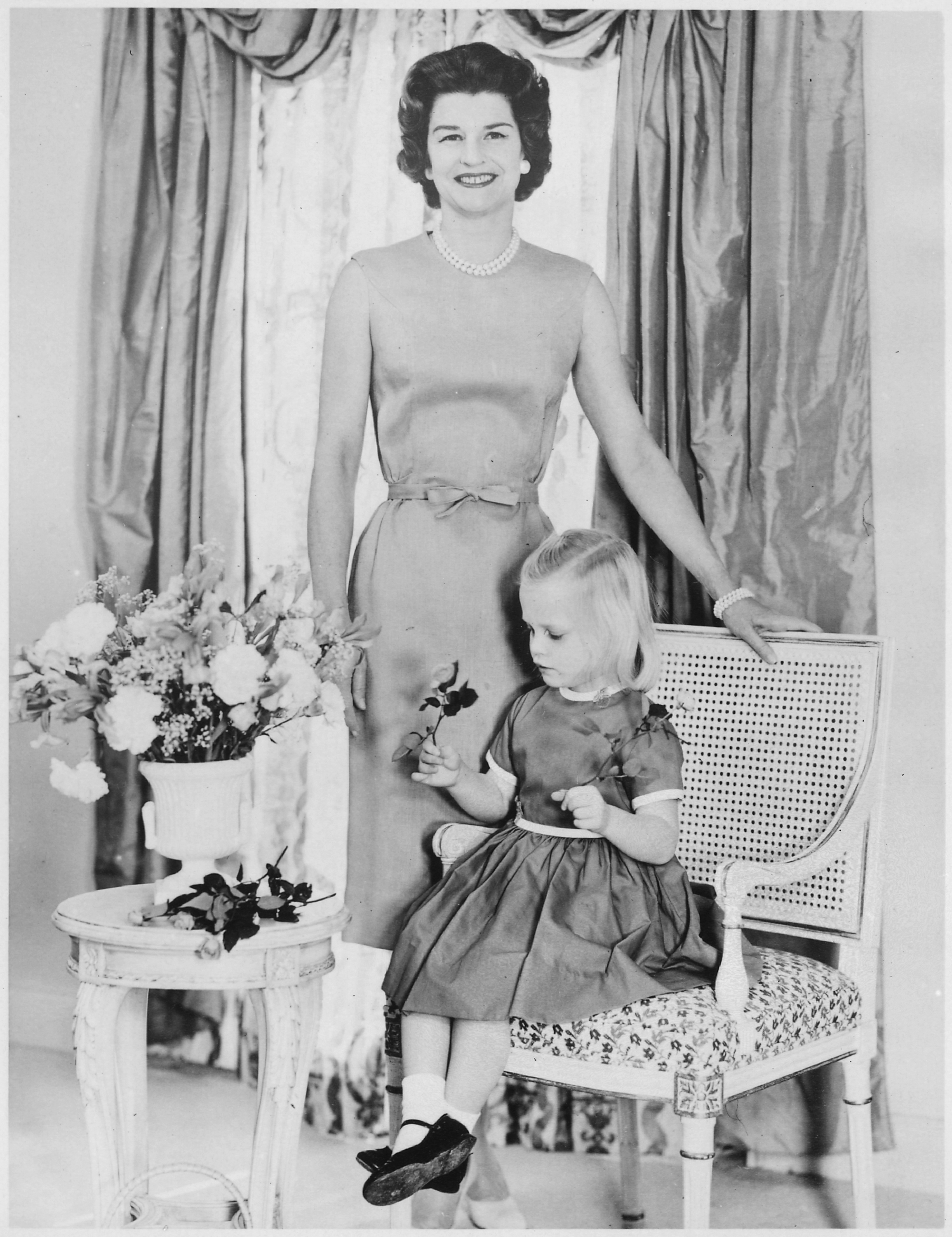
بتی فورد بانوی اول ایالات متحده همراه با دخترش سوزان فورد

فرزند دختر زادهٔ مونث والدینش می‌باشد. نقطه مقابل آن فرزند پسر است.

## نگارخانه

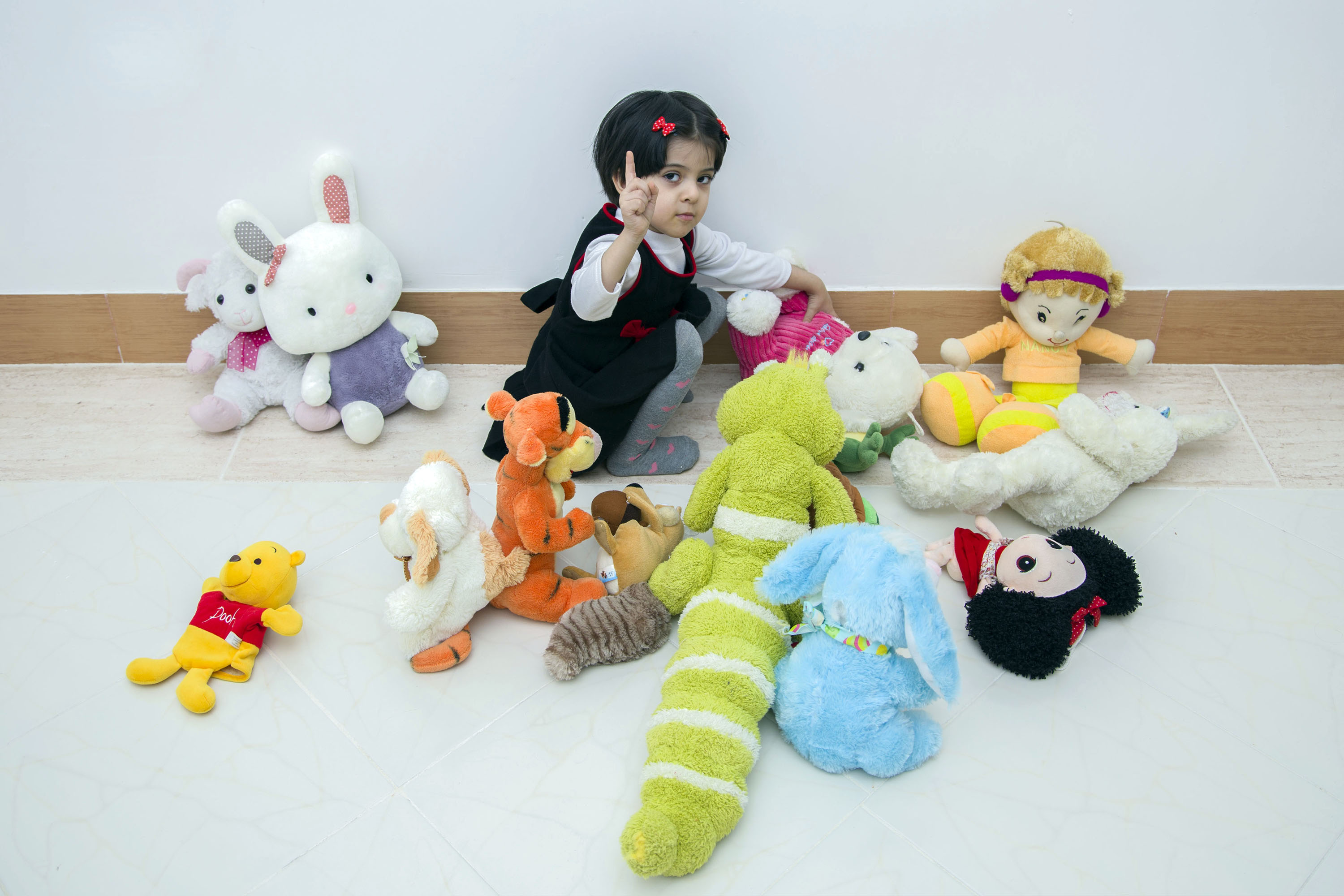
یک دختر بچه در حال بازی
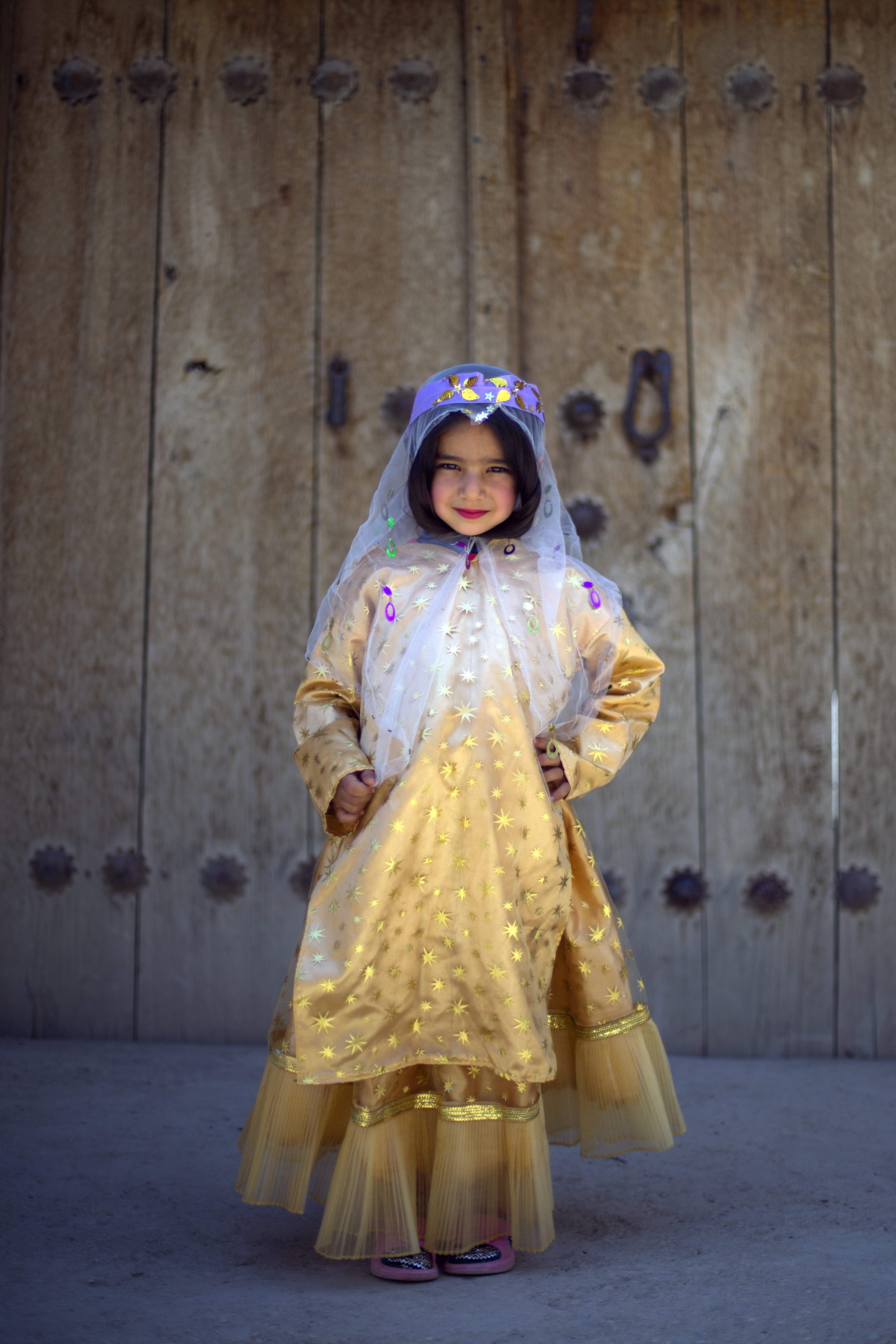
یک دختر بچه با لباس محلی اهل روستای خفر
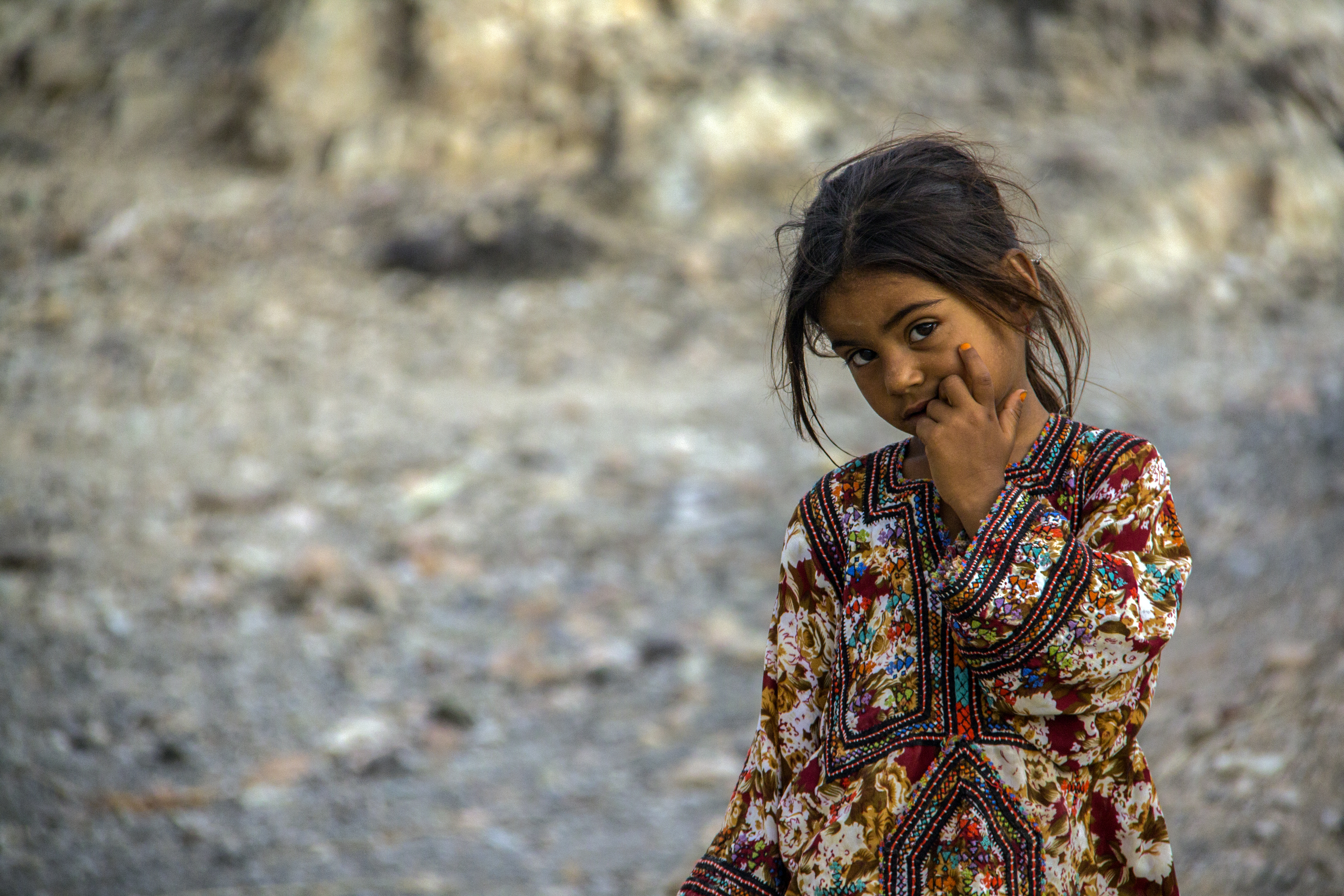
یک دختر بچه با لباس محلی بلوچی